# Анджела Мортімер
Анджела Мортімер (англ. Angela Mortimer; нар. 21 квітня 1932) — колишня британська тенісистка.
Найвищу одиночну позицію світового рейтингу — 1 місце (Ланс Тінґей) досягла 1961 року.
Перемагала на турнірах Великого шолома в одиночному та парному розрядах.

## Фінали турнірів Великого шолома

### Одиночний розряд: 5 (3–2)
| Результат | Рік  | Турнір               | Покриття | Суперниця       | Рахунок        |
| --------- | ---- | -------------------- | -------- | --------------- | -------------- |
| Перемога  | 1955 | Чемпіонат Франції    | Ґрунт    | Дороті Гед Ноуд | 2–6, 7–5, 10–8 |
| Поразка   | 1956 | Чемпіонат Франції    | Ґрунт    | Алтея Гібсон    | 0–6, 10–12     |
| Перемога  | 1958 | Чемпіонат Австралії  | Трава    | Лоррен Коглан   | 6–3, 6–4       |
| Поразка   | 1958 | Вімблдонський турнір | Трава    | Алтея Гібсон    | 6–8, 2–6       |
| Перемога  | 1961 | Вімблдонський турнір | Трава    | Крістін Труман  | 4–6, 6–4, 7–5  |

### Парний розряд: 2 (1–1)
| Результат | Рік  | Турнір               | Покриття | Партнерка     | Суперниці                        | Рахунок       |
| --------- | ---- | -------------------- | -------- | ------------- | -------------------------------- | ------------- |
| Перемога  | 1955 | Вімблдонський турнір | Трава    | Енн Шилкок    | Ширлі Брешер Патріша Ворд Гейлс  | 7–5, 6–1      |
| Поразка   | 1958 | Чемпіонат Австралії  | Трава    | Лоррен Коглан | Мері Бевіс Готон Телма Койн-Лонґ | 5–7, 8–6, 2–6 |

### Мікст: 1 (1 поразка)
| Результат | Рік  | Турнір              | Покриття | Партнер      | Суперник і суперниця        | Рахунок        |
| --------- | ---- | ------------------- | -------- | ------------ | --------------------------- | -------------- |
| Поразка   | 1958 | Чемпіонат Австралії | Трава    | Пітер Ньюмен | Мері Бевіс Готон Роберт Гау | 11–9, 1–6, 2–6 |

## Часова шкала турнірів Великого шлему в одиночному розряді
| W | Ф | ПФ | ЧФ | #Р | КТ | К# | DNQ | A | NH |

| Турнір               | 1951  | 1952  | 1953  | 1954  | 1955  | 1956  | 1957  | 1958  | 1959  | 1960  | 1961  | 1962  | Career SR |
| -------------------- | ----- | ----- | ----- | ----- | ----- | ----- | ----- | ----- | ----- | ----- | ----- | ----- | --------- |
| Чемпіонат Австралії  |       |       |       |       |       |       |       | П     |       |       |       |       | 1 / 1     |
| Чемпіонат Франції    |       |       | 3р    |       | П     | Ф     |       |       |       |       |       |       | 1 / 3     |
| Вімблдонський турнір | 2р    | 3р    | ЧФ    | ЧФ    | 2р    | ЧФ    | 3р    | Ф     | ЧФ    | ЧФ    | П     | 2р    | 1 / 12    |
| Чемпіонат США        |       | ЧФ    | 3р    |       | 1р    |       |       |       | 1р    |       | ПФ    |       | 0 / 5     |
| SR                   | 0 / 1 | 0 / 2 | 0 / 3 | 0 / 1 | 1 / 3 | 0 / 2 | 0 / 1 | 1 / 2 | 0 / 2 | 0 / 1 | 1 / 2 | 0 / 1 | 3 / 21    |